# Afghánská islámská republika
Afghánská islámská republika, někdy též Islámská republika Afghánistán (IRA, paštunsky د افغانستان اسلامي دولت‎, Da'Afghánistán islámí daulat, persky دولت اسلامی افغانستان‎, Daulati islámíji Afghánistán), bylo v letech 2004–2021 mezinárodně uznávané státní zřízení Afghánistánu. Vzniklo 7. prosince 2004, kdy byl zrušen Přechodný islámský stát Afghánistán a prezidentem zvolen Hámid Karzaj. Fakticky zaniklo v roce 2021 po odchodu vojsk Spojených států, kdy zemi zcela ovládlo radikální islamistické hnutí Tálibán a jako státní zřízení se zhroutilo 15. srpna poté, co bojovníci hnutí získali kontrolu nad hlavním městem Kábul. Předtím již mnozí vládní představitelé včetně prezidenta Ašrafa Ghaního stačili uprchnout ze země. Malá hornatá provincie Pandžšír se stala základnou odboje proti Tálibánu.

## Historie

### Po invazi Spojených států

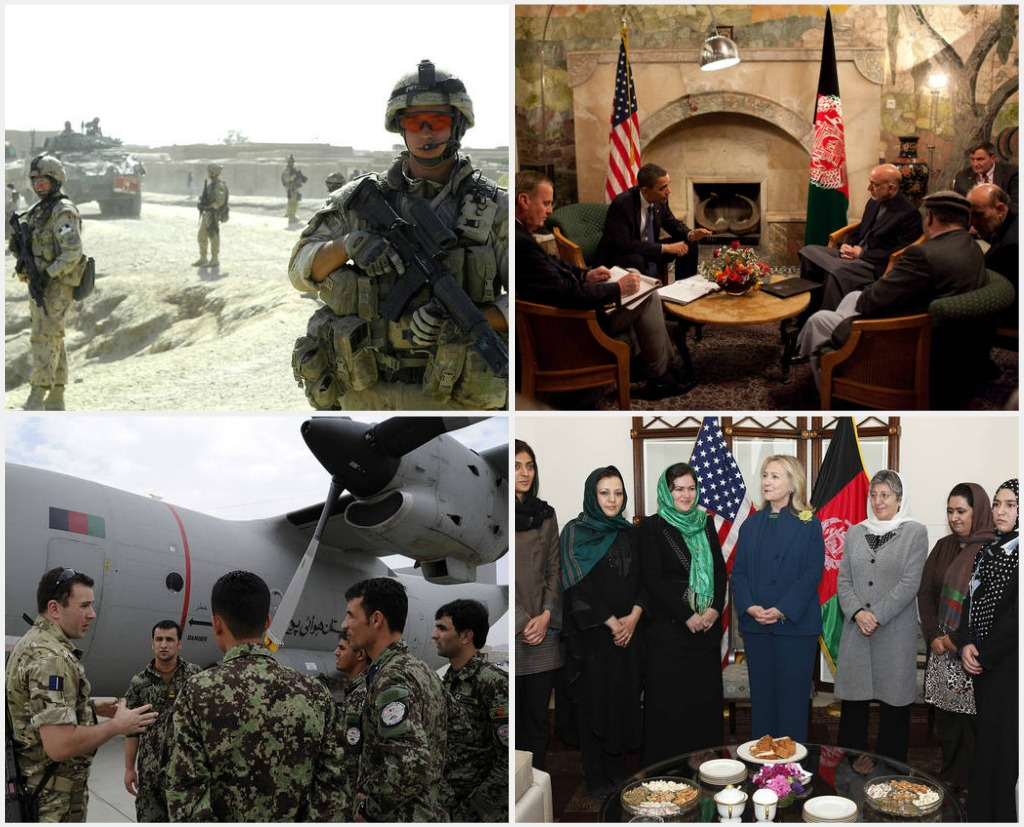
Shora zleva, ve směru hodinových ručiček – kanadské jednotky v Kandaháru; americký prezident Barack Obama při setkání s vůdcem Hámidem Karzajem v březnu 2010; ministryně zahraničí Hillary Clintonová s političkami v Kábulu v říjnu 2011; důstojník RAF popisuje C-27, červenec 2011

Válka proti Afghánistánu byla zahájena sérií leteckých útoků, které provedly Spojené státy a Spojené království 7. října 2001 jako součást operace Trvalá svoboda (Enduring Freedom). Šlo o spojení leteckých útoků s akcemi speciálních sil a na ně navazujících útoků vnitřních opozičních sil Severní aliance. Severní aliance za podpory Američanů a Britů mohla 13. listopadu 2001 dobýt Kábul. Afghánistán byl potrestán za to, že dovolil mezinárodní organizaci Al-Káida naplánovat teroristické útoky ze svého území. Američané zvolili cestu síly ve snaze rychle zničit teroristickou organizaci a současně potrestat hostitelský stát. Tato strategie přinesla rychlé vojenské vítězství, vedla ke svržení Tálibánu, ale nevyřešila vnitřní problémy země. Američané dostali k moci náčelníka paštunského kmene Hámida Karzaje. V prosinci 2001 byl jmenován Hámid Karzaj předsedou prozatímní vlády, v roce 2002 tzv. prozatímním (interim) prezidentem a 9. října 2004 vyhrál v řádných prezidentských volbách. Jeho moc v zemi je však diskutabilní – s postupným opětovným získáváním vlivu měl Tálibán v roce 2007 pod kontrolou menší část země, prezident pouze oblast hlavního města a vojenští velitelé zbytek země. Úřady a instituce ustavené v roce 2001 byly slabé, zkorumpované a jen málo uznávané. Na jejich podporu zorganizovala Rada bezpečnosti OSN umístění Mezinárodních jednotek podpůrných sil (ISAF) na území Afghánistánu, jejichž první jednotky přijely v lednu 2002. ISAF nedošla uznání ani u Pentagonu ani u místních vojenských velitelů, a proto zůstala dlouho omezena jen na počet 4000 mužů, kteří byli ubytování v Kábulu. Když se v srpnu 2003 rozhodly Spojené státy soustředit své úsilí na Irák, vyzvaly Severoatlantickou alianci, aby zajistila veleni ISAF. Do roku 2006 došlo k početnímu navýšení stavu na 20 000 mužů, kdy hlavními poskytovateli členů ISAF bylo Spojené království, Německo, Kanada, Nizozemsko a Francie. Po nástupu Baracka Obamy do funkce prezidenta Spojených států se zvyšuje počet amerických vojáků v Afghánistánu a v roce 2009 dosáhl čísla 65 000.

### Vzrůst moci Tálibánu po roce 2006

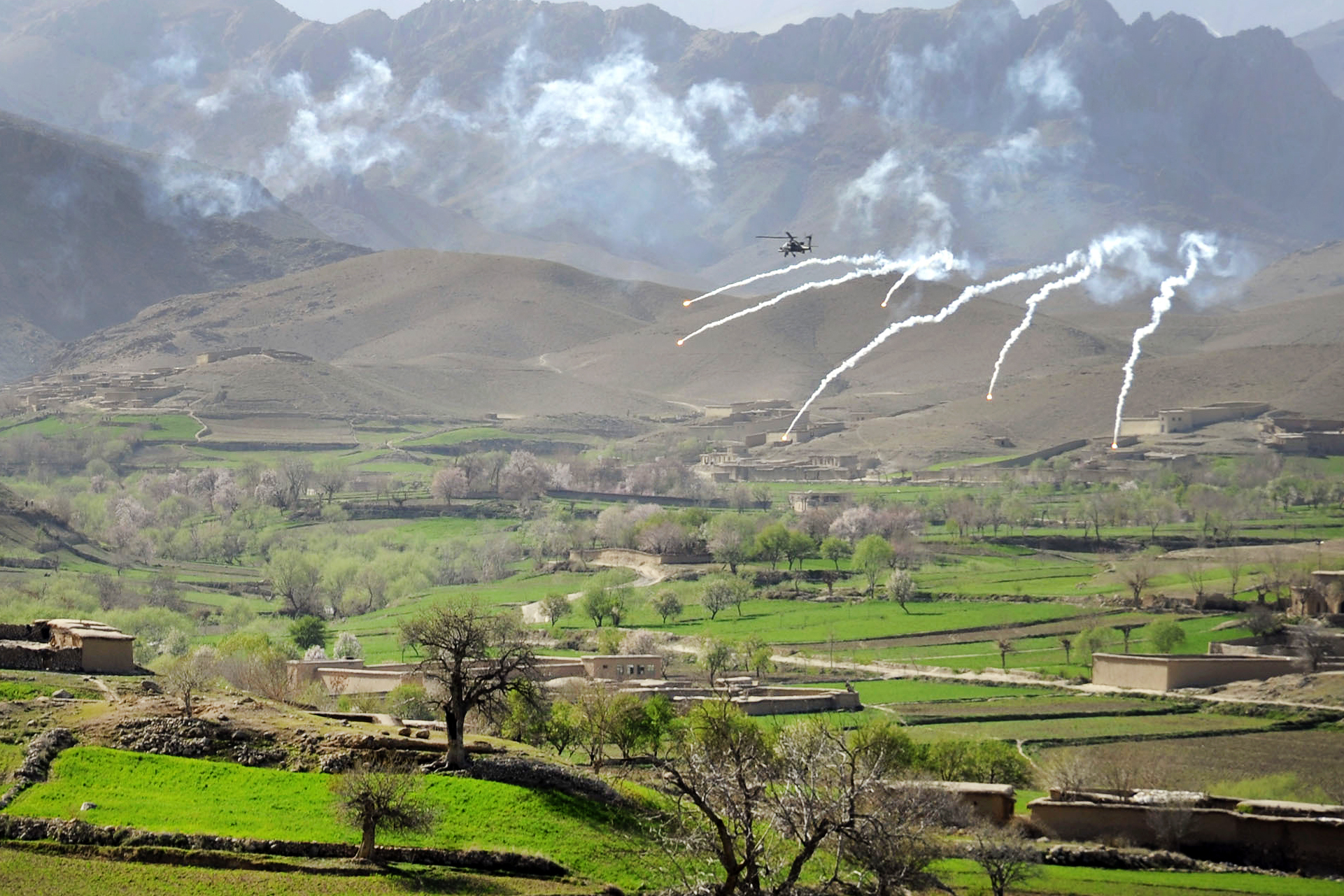
Americký AH-64 Apache operuje v provincii Dájkundí

Od roku 2006 vliv Tálibánu v Afghánistánu rostl. Přibýval počet atentátů a útoků, stále větší území se dostávalo pod kontrolu tohoto hnutí. Pokud koalice osvobodila nějaké území, tak jen nakrátko, protože většinu Talibánců se nepodařilo chytit. Část jich utekla a část si oblékla civilní šaty. V době, kdy Tálibán posiloval, nesázel už jen na vojenské akce, ale stával se také reálnou politickou silou, která na obsazených územích ustavovala vlastní správu. Tálibán se spojoval nejen s dalšími vzbouřeneckými skupinami, ale snažil se také vyjednávat s protivníky koalice. Dne 9. listopadu 2018 se zástupci hnutí Tálibán zúčastnili diplomatické konference v Moskvě, kde zopakovali, že jsou otevřeni dalším jednání o budoucnosti Afghánistánu s představiteli Spojených států s tím, že Tálibán odmítá jednání s místní vládou, kterou považuje za nelegitimní režim dosazený zahraničními tlaky. Afghánský prezident Ašraf Ghaní dne 28. listopadu 2018 na Konferenci OSN o pomoci Afghánistánu informoval o vytvoření týmu, který by měl s Tálibánem dojednat mírovou dohodu o ukončení občanské války v zemi. Americký prezident Donald Trump požádal Pákistán o pomoc při mírových jednáních s hnutím Tálibán. Trump chtěl ukončit již 17 let trvající válku mezi afghánskou armádou a bojovníky hnutí Tálibán, kteří se snažili vypudit ze země mezinárodní jednotky a zavést verzi přísného výkladu islámského práva.

Situace v Afghánistánu počátkem srpna 2021:
Území pod kontrolou afghánské vlády a NATO

Postoje veřejnosti se ve Spojených státech postupně proměňovaly od podpory invaze a války až k odporu proti účasti Spojených států. V roce 2009 už počet odpůrců války v Afghánistánu stoupl dokonce na 57 procent. Vyplynulo to z průzkumu televizní stanice CNN z konce srpna 2009, jehož výsledky byly zveřejněny v noci na středu 2. září 2009. Podíl oponentů války se proti předchozímu měsíci zvýšil o tři procenta. Válku podpořilo jen 42 procent Američanů. Průzkum byl proveden na samém konci srpna 2009, který byl pro americké jednotky v Afghánistánu z hlediska ztrát na životech nejhorší od zahájení bojů na přelomu let 2001 a 2002. O život přišlo 51 amerických vojáků. V průzkumu řeklo 62 procent z dotázaných 1010 Američanů, že USA válku nevyhrávají. Počet těch, kdo se domnívali, že válku vyhrát nelze, stoupl proti podobnému průzkumu v únoru roku 2009 ze 35 na 40 procent. V Afghánistánu bylo přitom v roce 2009 nasazeno již přes 100 000 zahraničních vojáků, především Američanů (63 000). Českých vojáků zde působily na čtyři stovky. Jedním z velkých nezvládnutých problémů invaze je prudký růst produkce opia po roce 2001. Afghánistán produkuje většinu opia ve světě. V roce 2007 jeho produkce byla rekordní, činila 8200 tun, od té doby však pěstování máku pokleslo a v roce 2009 se očekávalo jen 6900 tun. Za vlády Tálibánu v roce 2001 to bylo pouhých 185 tun. (zdroj ČTK, BBC). V září 2015 bojovníci Tálibánu nečekaně přepadli a na několik dní obsadili páté největší město v zemi Kundúz.
Podle některých odhadů si od roku 2001 do roku 2015 vyžádala válka v Afghánistánu až 220 000 obětí. V říjnu 2018 odmítla česká vláda stažení českých vojáků z Afghánistánu, protože podle premiéra Babiše „Teror by se pak přenesl do Evropy.“ Více než 13 milionů Afghánců podle OSN trpělo v roce 2019 akutním nedostatkem potravin. V dubnu 2021 oznámily členské státy NATO, že začnou stahovat svá vojska z Afghánistánu. V květnu 2021 zahájil Tálibán ofenzívu, během níž ovládl velkou část Afghánistánu.
Válka v Afghánistánu si za dvacet let vyžádala 242 000 životů, z toho přes 40 000 tvořili civilisté. Amerických vojáků a jejich spojenců padlo přes 3,5 tisíce, bojovníků Tálibánu přes 84 000. Zbytek připadá na afghánskou armádu a policii. Své domovy kvůli válce opustilo přes 5 milionů lidí. Jen Spojené státy stála válka v Afghánistánu odhadem víc než 978 miliard dolarů.

### Zánik republiky a nastolení islámského emirátu

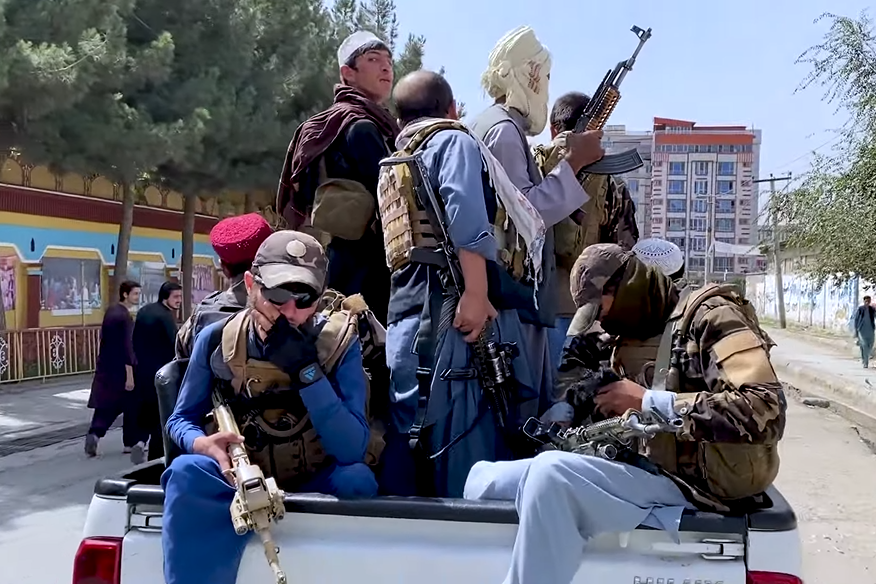
Bojovníci Tálibánu v Kábulu po jeho ovládnutí v srpnu 2021

V květnu 2021 Tálibán zahájil ofenzívu s cílem získat kontrolu nad zemí. Ofenzíva byla souběžná se stažením spojeneckých vojsk ze země, které mělo být původně dokončeno do 11. září 2021 (na dvacáté výročí útoků z 11. září 2001). Během června a července Tálibán dosáhl významných územních zisků na venkově a v izolovaných městských centrech. Před boji uprchly stovky tisíc civilistů. Americké rozvědky varovaly před kolapsem afghánské armády. Počínaje 6. srpnem pak začalo hnutí ve velmi rychlém sledu dobývat městská centra (hlavní města provincií) a dne 15. srpna jeho bojovníci nečekaně vstoupili do Kábulu; během postupu afghánským územím se Tálibán prakticky nesetkal s významnějším odporem afghánské armády. Západní státy narychlo evakuovaly své občany a ze země se snažilo uprchnout také mnoho Afghánců. Pád Kábulu byl některými kritiky přirovnán k pádu Saigonu v roce 1975. Z ústavního pohledu je nový režim monarchií, neboť došlo k recepci těch ustanovení monarchistické ústavy z roku 1964, které nejsou v rozporu s právem Šaría.